# Eduard Bureš
Eduard Bureš (* 24. února 1942) byl český politik, v 90. letech 20. století poslanec České národní rady a Poslanecké sněmovny za ODS, později za Unii svobody.

## Biografie
Ve volbách v roce 1992 byl zvolen za ODS do České národní rady (volební obvod Praha). Zasedal ve výboru pro sociální politiku a zdravotnictví. Od vzniku samostatné České republiky v lednu 1993 byla ČNR transformována na Poslaneckou sněmovnu Parlamentu České republiky. Mandát poslance obhájil ve volbách v roce 1996. Počátkem roku 1998 přestoupil do nově utvořené Unie svobody. Na jaře 1998 Jan Ruml, předseda Unie svobody, naznačil, že ODS se snažila poslance Bureše zlákat zpět do svých řad. Bureš se totiž krátce po přestupu do US vyjádřil kriticky na adresu této nové strany.
Profesně se v roce 1994 zmiňuje jako zaměstnanec oddělení patologie ve Fakultní nemocnici v Praze 2.